# Союз китайских писателей
Союз китайских писателей (кит. трад. 中國作家協會, упр. 中国作家协会, пиньинь Zhōngguò Zuojiā Xiéhuì, палл. Чжунго Цзоцзя Сехуэй) — творческая общественная организация Китая, создана в сентябре 1953 года. В настоящий момент насчитывает 8129 действительных членов.
Помимо варианта «Союз китайских писателей» на русский язык название организации также переводилось и в других вариантах: «Союз писателей Китая», «Ассоциация писателей Китая», «Ассоциация китайских писателей».
Председателем правления союза с 2006 года является писательница Те Нин. Вице-председатель с 1996 года — Чжай Тайфэн.
Предшественником Союза китайских писателей была Всекитайская ассоциация литературы, основанная 23 июля 1949 года в Пекине.

## Председатели
- 1953—1981 — Мао Дунь
- 1984—2005 — Ба Цзинь
- 2006 — н.в. — Те Нин

## Издания
- Журнал «Литература народа» (ежемесячник)
- Журнал «Китайский писатель» (два раза в месяц)
- Журнал «Поэзия» (ежемесячник)
- Журнал «Народная литература» (ежемесячник)
- Журнал «Избранные новеллы» (ежемесячник)
- Газета «Газета искусства» (еженедельник)

## Подразделения
- Издательский дом китайских писателей